# Heiko Schwartz
Heiko Schwartz (* 21. September 1911 in Norden; † 29. Oktober 1973 in Gütersloh) war ein deutscher Wasserballspieler und Schwimmer.
Schwartz nahm erstmals an den Olympischen Spielen 1932 in Los Angeles teil, wo er im Wasserball, zusammen mit seinen Mannschaftskollegen Erich Rademacher, Fritz Gunst, Otto Cordes, Emil Benecke, Joachim „Aki“ Rademacher, Hans Schulze und Hans Eckstein in der Finalgruppe, nur den zweiten Platz erreichte und damit die Silbermedaille bekam. Gold erreichte die Wasserballmannschaft aus Ungarn. Schwartz erzielte in den vier Spielen des Turniers vier Tore.
Bei den Olympischen Spielen 1936 in Berlin nahm er erneut teil, diesmal über 100 Meter Freistil, konnte sich aber nicht platzieren.

## Weblink
- Heiko Schwartz in der Datenbank von Olympedia.org (englisch)

| Personendaten    | Personendaten               |
| ---------------- | --------------------------- |
| NAME             | Schwartz, Heiko             |
| KURZBESCHREIBUNG | deutscher Wasserballspieler |
| GEBURTSDATUM     | 21. September 1911          |
| GEBURTSORT       | Norden                      |
| STERBEDATUM      | 29. Oktober 1973            |
| STERBEORT        | Gütersloh                   |